# 영덕 괴시리 영감댁
영덕 괴시리 영감댁(盈德 槐市里 令監宅)은 대한민국 경상북도 영덕군 영해면 괴시리에 있는 건축물이다. 2002년 7월 15일 경상북도의 문화재자료 제424호로 지정되었다.

## 개요
영덕 괴시리 마을 내에 있는 영감댁은 호은 남흥수(1813∼1899)가 1847년경 건립하였으며, 1938년에 그의 증손 남대철이 중수하였다고 전해진다. 1950년대까지 대문채, 방앗간, 마굿간이 있었으나 현재는 없어졌다.
이 영감댁은 정면 4칸·측면 6칸의 ㅁ자형 건물로 자연석 기단위에 각주를 세웠다.
대문칸을 중심으로 좌측에 1칸의 방과 우측에 아랫방과 사랑대청이 있다. 우익사는 사랑대청과 연결하여 2칸의 사랑방과 현재 출입문으로 사용하고 있는 1칸의 통래칸으로 구성되어 있다. 사랑방 배면에 벽장과 내부와 통하는 문을 두고 툇마루를 설치하였다. 사랑방 전면에는 3칸 모두에 반칸의 툇마루를 두고 소로수장하였다. 좌익사는 대문칸 좌측방과 연결된 고간, 부엌, 안방 등으로 되어 있다. 이 좌측방은 원래 2칸 규모의 고간이었는데 한국전쟁을 전후해서 한칸을 방으로 바꾸었다고 한다. 안채는 2칸 대청을 중심을 좌측에 2칸 안방과 1칸 도장방을 두었는데 현재는 3칸 모두를 방으로 사용하고 있으며, 우측에는 2칸의 상방을 두고 외부에 툇마루를 설치하였으며, 상방의 내부 뒤편에 감실을 설치하였다.
또한 통래칸과 부엌 상부에 다락을 설치하여 수장공간으로 사용하고 있다. 대청 중앙 전·후열 기둥에만 원주를 1본씩 사용하고 벽체는 판벽을 설치하였으며, 상부가구는 3량이다.
영감댁이 위치한 괴시리는 400여년 된 영양남씨 단일 집성촌으로, 이 영감댁은 창건 당시의 모습 일부가 변형되었고 건축연대 또한 오래되지 않았으나 대체로 원형을 잘 보존하고 있다.

## 같이 보기
- 영덕 괴시리 사곡댁

## 참고 자료
- 영덕괴시리영감댁 - 국가유산청 국가유산포털